# Expedition 11

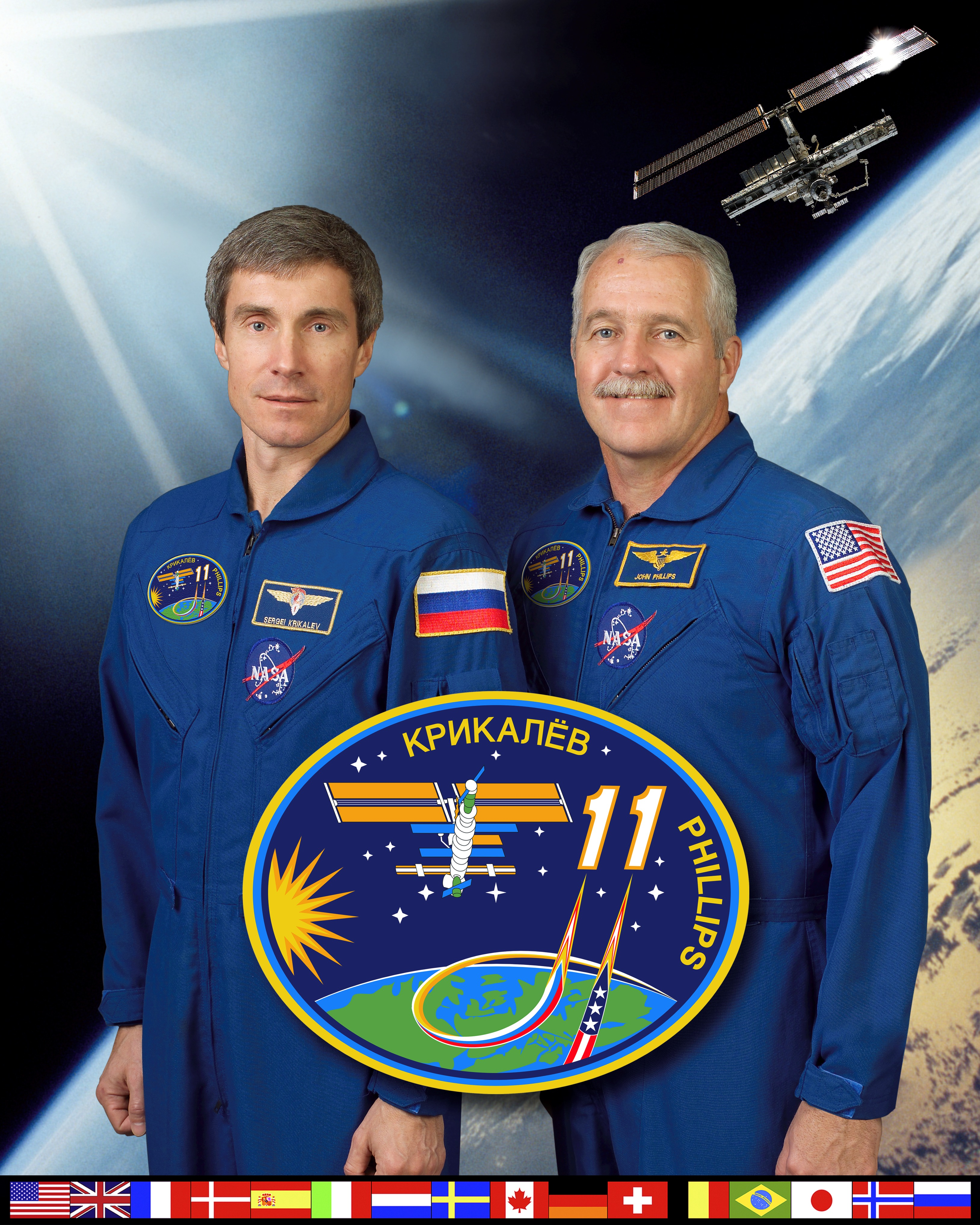
Expedition 11 besättning.

Expedition 11 var den 11:e expeditionen till Internationella rymdstationen (ISS). Expeditionen började den 17 april 2005 då Expedition 10s besättning återvände till jorden med Sojuz TMA-5. Expeditionen avslutades den 10 oktober 2005 då Sojuz TMA-6 återvände till jorden med Expedition 11s besättning.
Under Expedition 11 levererade rymdfärjan Discovery under flygningen STS-114, förnödenheter till rymdstationen. STS-114 var den första flygningen av en amerikansk rymdfärja efter haveriet av Columbia under återinträdet i jordens atmosfär under STS-107 flygningen den 16 januari 2003.

## Besättning
| Position       | (17 april - 10 oktober 2005)               |
| -------------- | ------------------------------------------ |
| Befälhavare    | Sergej Krikaljov, RSA Hans sjätte rymdfärd |
| Flygingenjör 1 | John L. Phillips, NASA Hans andra rymdfärd |